# Campeonato Capixaba de Futebol de 2008 - Segunda Divisão
O Campeonato Capixaba de Futebol da segunda divisão de 2008 aconteceu entre 9 de fevereiro e 27 de abril e reuniu nove equipes. A equipe campeã do campeonato, São Mateus, além do Grêmio Laranjeiras garantiram vaga no Capixabão de 2009.

## Formato
No Campeonato Capixaba da Segunda Divisão de 2008 as nove equipes foram divididas em dois grupos, um com Espírito Santos, Grêmio Laranjeiras, São Mateus e Sul América (Grupo A) e outro com Caxias, Estrela do Norte, Tupy, Unidos e Vitória (Grupo B). 
Os dois melhores classificados de cada grupo fizeram as semifinais, em jogos de ida e volta. Os vencedores fizeram as finais do campeonato. A final foi disputada em duas partidas, sendo que a equipe com a melhor campanha da primeira fase, jogou a segunda partida da decisão no seu estádio e por dois resultados iguais.
Os finalistas foram classificados ao Campeonato Capixaba de Futebol de 2009.